# 乌审召
乌审召，又称“甘珠尔经庙”，蒙古语赐名“甘珠尔瑙敏寺”，藏语名“德格钦道木却格斯勒令”，位于中国内蒙古自治区鄂尔多斯市乌审旗乌审召镇，是一座藏传佛教格鲁派寺院。

## 历史
乌审召位于乌审旗乌审召镇（原称“乌审召苏木”）驻地，其名意为乌审旗的佛寺。乌审召曾经是清朝鄂尔多斯右翼前旗最大的寺庙，统辖该旗各个寺庙。
该寺的前身始建于1577年，当时称“热希拉布杰令”，俗称“昂苏庙”。《乌审召史略》载，来自西藏的一位叫囊索的喇嘛，于清朝康熙五十二年（1713年）在此兴建了一座小庙（另一说康熙五十二年赐名“甘珠尔瑙敏寺”，俗称“乌审召”）。清朝乾隆初年（1734年后），该旗第五任扎萨克喇什色楞扩建该庙，建起了一座32间的大经堂，并从西藏请了一位喇嘛担任掌师。乾隆二十九年（1764年），该旗第六任扎萨克沙格尔都扎布请七世达赖派遣在拉萨的喀尔喀部喇嘛罗桑多尔济来本寺，罗桑多尔济后来成为本寺第一代活佛。因为罗桑多尔济途经青海塔尔寺时，带了两尊檀木所刻的释迦牟尼佛像，供于本寺的大经堂内，故本寺有“召”之称。后来，本寺派人赴北京弘仁寺迎取来108卷《甘珠尔》经，故本寺自此又称“甘珠尔经庙”。当时，寺内设有一座扎仓（学部），即显教部、时轮部、教义部。
乾隆四十二年（1777年），该寺修建经学院。道光二年（1822年），修建时轮学院。据记载，乌审召曾有203座白塔，其中葛根查干白塔、扎荣葛舒尔塔、时轮塔最为有名。同治七年（1868年），宁夏马化龙回民起义军抢劫乌审召，烧毁了大经堂、经学院、宗喀巴殿、护法神殿等建筑。同治十三年（1874年），乌审旗王公及民众捐资重修两层49间的大经堂。光绪十四年（1888年），重修两层的经学院。
乌审召鼎盛时期，喇嘛超过一千人。1949年时，本寺有五、六百位喇嘛。中华人民共和国成立初期，乌审召有大经堂、经学院、天母殿、马头明王殿、长寿佛殿、超度殿、罗汉殿、大黑天殿、胜乐金刚殿、辨经院、上殿（甘珠尔瑙敏寺）、度母殿、药师殿、山神殿、仙女殿、密集金刚殿、白伞度母殿、弥勒佛殿、护法神殿、时轮殿、经师怙主殿、转经殿、龙王庙、狮面佛母殿、活佛府佛殿等340余间建筑。
自1957年反右派斗争至文化大革命，乌审召遭受严重破坏，仅有上殿、时轮殿、天母殿、活佛府邸、葛根查干佛塔幸免，其余建筑均被摧毁。1984年7月，乌审旗人民政府指定乌审召为乌审旗重点宗教活动点，原乌审召的喇嘛陆续回到该寺，修缮寺院，并逐步恢复了各类经会。
乌审召每年农历六月十五日跳查玛舞，农历正月十五日以及十月十五日跳典噶尔（祭舞）。全年各种法会不断。主要法会有大经堂法会、经学院法会、时轮院法、夏令安居会、玛尼经会、辨经会等等。
乌审召的活佛共传五代。第五代活佛热布登道尔吉生于1932年，内蒙古乌审召人，师从劳布生伊西，主持本寺的法事，兼任伊克昭盟佛教协会会长。 后来，伊克昭盟改为鄂尔多斯市，他改任鄂尔多斯市佛教协会会长。乌审召是鄂尔多斯市佛教协会驻地。

## 建筑
乌审召是大型汉、藏式建筑群。乌审召原来共有24座殿堂，21座活佛住仓，3座主塔，108座附塔。此外，还有数百间僧舍分布在本寺周围。文化大革命中，乌审召遭到严重破坏，仅剩下两座殿堂、一座白塔。1985年，人民政府拔款修复了一座经堂。 
2000年，乌审召重修扎荣葛舒尔塔。2005年起，经企业赞助、群众捐款等途径筹集资金，先后维修上殿、时轮学院、药师殿、天母殿、度母殿、护法王殿、大黑天殿、山神庙、活佛府邸；重修乌审召经学院、弥勒佛殿、门庭、大经堂、金刚手佛殿、马头明王殿、龙王阁、八白塔。